# فرنسيسكو لازارو
فرنسيسكو لازارو (بالبرتغالية: Francisco Lázaro‏) هو عداء مراثوني برتغالي، ولد في 21 يناير 1891 في Benfica, Lisbon ‏ في البرتغال، وتوفي في 15 يوليو 1912 في ستوكهولم في السويد.

## وصلات خارجية
- فرنسيسكو لازارو على موقع الاتحاد الدولي لألعاب القوى (الإنجليزية)
- فرنسيسكو لازارو على موقع الاتحاد الأوروبي لألعاب القوى (الإنجليزية)
- فرنسيسكو لازارو على موقع اللجنة الأولمبية الدولية (الإنجليزية)
- فرنسيسكو لازارو على موقع أوليمبيديا (الإنجليزية)